# Curtipleon carinatoides
Curtipleon carinatoides är en kräftdjursart som beskrevs av Mihai Bacescu 1976. Curtipleon carinatoides ingår i släktet Curtipleon och familjen Metapseudidae. Inga underarter finns listade i Catalogue of Life.